# Karlskrona Moderbolag
Aktiebolaget Karlskrona Moderbolag är ett svenskt förvaltningsbolag som agerar moderbolag för de verksamheter som Karlskrona kommun har valt att driva i aktiebolagsform. Bolaget ägs helt av kommunen.

## Bolag
Källa: 
- AB Karlskronahem
- Affärsverken Karlskrona Aktiebolag
  - Affärsverken Elnät i Karlskrona AB
  - Affärsverken Energi i Karlskrona AB
- Kruthusen Företagsfastigheter AB
- Utveckling i Karlskrona AB